# Arthur Mugnier
Pour les articles homonymes, voir Mugnier.
Marie Arthur Lucien Théodore François Xavier Mugnier, connu sous le nom d'abbé Mugnier, né le 27 novembre 1853 à Lubersac et mort le 1er mars 1944 dans le 14e arrondissement de Paris, est un prêtre catholique français, vicaire dans différentes paroisses de Paris puis chanoine.
Plus ou moins en disgrâce au sein du clergé parisien, il est célèbre pour avoir participé à la vie mondaine et littéraire parisienne. Il a laissé un journal, tenu de 1879 à 1939, où il évoque ses relations avec les écrivains, les artistes et les membres de la haute noblesse, du gotha de son temps et de la grande bourgeoisie.
Il fut notamment proche de Huysmans, dont il relate la conversion, ainsi que de la comtesse Greffulhe, de la princesse Marthe Bibesco, de la comtesse de Chevigné (il était le confesseur de ces deux dernières), de la comtesse Anna de Noailles et de Jean Cocteau.
Toutes ses archives, qui comportent 1 032 pages de manuscrits, ont été données aux archives de France en 1964 par Mme de Castries et Mme de Yturbe. Son journal est ainsi conservé par les Archives nationales sous la cote 258AP.
Le manuscrit de ce journal qu'il a tenu a tellement été remanié et réduit qu'on peut se demander « s'il peut être encore tenu pour authentique ».

## Biographie

### Parents
Ses grands-parents maternels, Théodore Zeller et Claire Vergand, étaient chapeliers à Commercy, dans la Meuse. Sa mère, Victoire Zeller (1817-1903), quitta la Meuse pour Paris en 1832 et épousa en 1837 un architecte du nom de Félix-Claude Mugnier, lui aussi originaire de la région de Commercy puisque né en 1808 à Void. Ils eurent trois enfants connus : 
- Claire Agathe, (Paris, 18 décembre 1838 - 9e arrondissement de Paris, 1er mai 1884) épouse le 5 octobre 1858 à Paris en l'église Sainte-Madeleine Gustave Dessé (1828+1867), qui travaille à l'hôpital psychiatrique de Vincennes dont elle a un fils en 1867 puis en 1870 Jean Poisson, limonadier puis rentier ;
- Félix Albert (dit Paul ?), entrepreneur, né à Lubersac le 25 juillet 1845 et décédé en son appartement du 101 rue de Vaugirard à Paris le 14 mai 1876 ;
- Arthur (1853 à Lubersac - 14e arrondissement de Paris, 1944).

Félix-Claude Mugnier avait en effet été chargé en 1840 de la restauration du château de Lubersac. Il mourut prématurément le 21 décembre 1861 à Lubersac et le marquis de Lubersac prit sous sa protection les enfants Mugnier. Il permit l'entrée du jeune Arthur au séminaire de Nogent-le-Rotrou. D'après Ghislain de Diesbach, auteur de L'Abbé Mugnier : Le Confesseur du Tout-Paris, Félix-Claude Mugnier  était en réalité une sorte de régisseur du château de Lubersac, le marquis de Lubersac ayant été l'architecte véritable de la restauration du château.
Sa sœur aînée se marie en 1858, regagne la capitale où elle mourra en 1884.
Soucieuse de l'avenir de ses enfants, Victoire Mugnier regagne Paris où vit sa fille, mariée en 1858. Son fils aîné, célibataire, mourra prématurément en 1876 à l'âge de 30 ans, sa fille en 1884 à l'âge de 46 ans. Victoire Mugnier exercera une influence considérable sur le seul enfant qui lui reste. C'est elle qui lui fait découvrir la littérature, notamment Chateaubriand, et le pousse vers le sacerdoce où elle voit aussi une manière de monter dans la hiérarchie sociale. Arthur Mugnier chérit profondément sa mère dont il admire le courage dans l'expatriation (elle a dû quitter sa Lorraine natale pour le Limousin puis Paris) et l'adversité. Victoire Mugnier, rentière, meurt en 1903 dans son appartement de la rue Vaneau. Par amitié pour son fils, un nombre considérable de membres du gotha assiste à l'enterrement de cette fille de chapelier meusien.

### Carrière ecclésiastique
Après un essai infructueux à la Compagnie de Jésus, Arthur Mugnier entame à l'âge de 18 ans des études au petit séminaire de Nogent-le-Rotrou. Il poursuit sa formation à Paris, au séminaire de Saint-Sulpice, tout en développant son goût pour la littérature dont il révélera plus tard qu'elle était une vocation. Il critiquera souvent ce milieu ecclésiastique et la formation dispensée dont est bannie toute créativité. Il se montrera tout autant critique envers une hiérarchie ecclésiastique incapable de comprendre l'esprit de son temps. Il n'en sera pas moins un prêtre sincère assumant avec zèle ses fonctions. 
Vicaire à Saint-Nicolas-des-Champs, paroisse populaire du quartier des Halles puis, à partir de 1881 à la très élégante église Saint-Thomas-d'Aquin, il est nommé en 1896 vicaire à la paroisse huppée Sainte-Clotilde. Sa lucidité sur le fonctionnement interne de l’Église, son ouverture d'esprit, mais aussi sa naïveté pour ne pas dire sa candeur, le firent se compromettre maladroitement par ses relations avec l'abbé Loyson, prêtre moderniste plus tard excommunié.
Après avoir été écarté pendant un an de toute activité paroissiale à cause de la prétendue proximité qu'il aurait entretenue avec Hyacinthe Loyson et son fils, il dut en 1910 abandonner sa charge de vicaire contre celle d'aumônier des Sœurs de Saint-Joseph de Cluny dont il démissionne quelques années avant sa mort, alors qu'il est devenu presque aveugle. En 1924, il avait été promu à la distinction de chanoine honoraire.

### Vie mondaine et intellectuelle
Fervent lecteur de Chateaubriand et se déclarant nostalgique de l'Ancien Régime, tout en étant partisan de la messe en français. Une fois ordonné prêtre et nommé vicaire à la paroisse Sainte-Clotilde, dans le faubourg Saint-Germain, l'abbé Mugnier devient le directeur spirituel du Tout-Paris intellectuel et mondain plusieurs décennies durant.
Introduit dans les milieux littéraires par Joris-Karl Huysmans, il est apprécié par la comtesse de Noailles, la comtesse Greffulhe, la comtesse de Chevigné, estimé voire admiré par Proust, Barrès, Morand ou Valéry. Il est un confident du jeune Jean Cocteau. Parmi d'autres, il ramène Huysmans et la princesse Bibesco à la foi catholique.
L'abbé Mugnier possède un humour vif, et parfois corrosif. Certaines de ses répliques à l'emporte-pièce sont restées fameuses : à un dîner chez la duchesse de Rohan, sa voisine lui désigne une beauté sur le retour qui arbore une très jolie croix ancienne sertie de diamants sur une poitrine décharnée où saillent de grands os : « Avez-vous vu la croix ? demande la dame. — Non, réplique l’abbé, je n’ai vu que le calvaire… »
En revanche, si l'abbé Mugnier se montre très critique envers L'Action française de Charles Maurras, il se heurte au mépris virulent de Léon Bloy.
Les horreurs de la guerre franco-allemande de 1870 et de la Commune de Paris avaient fait de lui  un pacifiste convaincu. Dans son journal, il critique fréquemment l'absence de sentiments chrétiens dans le patriotisme exacerbé de son époque et, dépassant les passions nationalistes, il se révèle un admirateur de l'Allemagne de Goethe et de la musique de Richard Wagner.
Connu pour sa toute petite taille, son allure de curé de campagne avec sa soutane élimée et ses souliers à bout carré, il a tenu du 16 juin 1879 au 27 novembre 1939 un Journal de sa vie sacerdotale et mondaine, qui est aussi un document de l'histoire littéraire française, réédité le 19 janvier 2017 au Mercure de France.
Devenu quasiment aveugle, il meurt à Paris début 1944, à l'âge de 91 ans, 7 rue Méchain. 

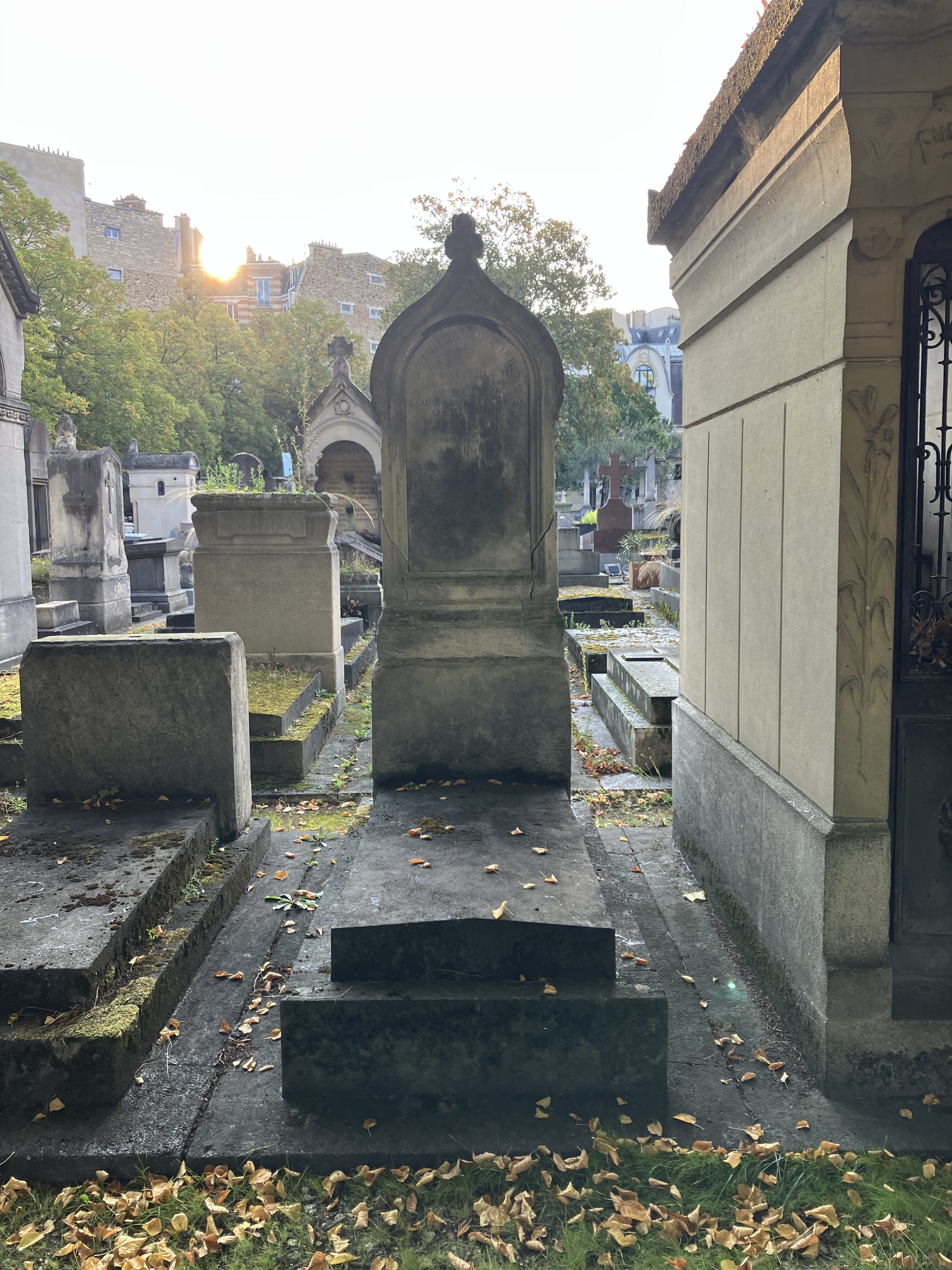
Tombe, division 29 du cimetière du Montparnasse, le long de l'allée Thierry.
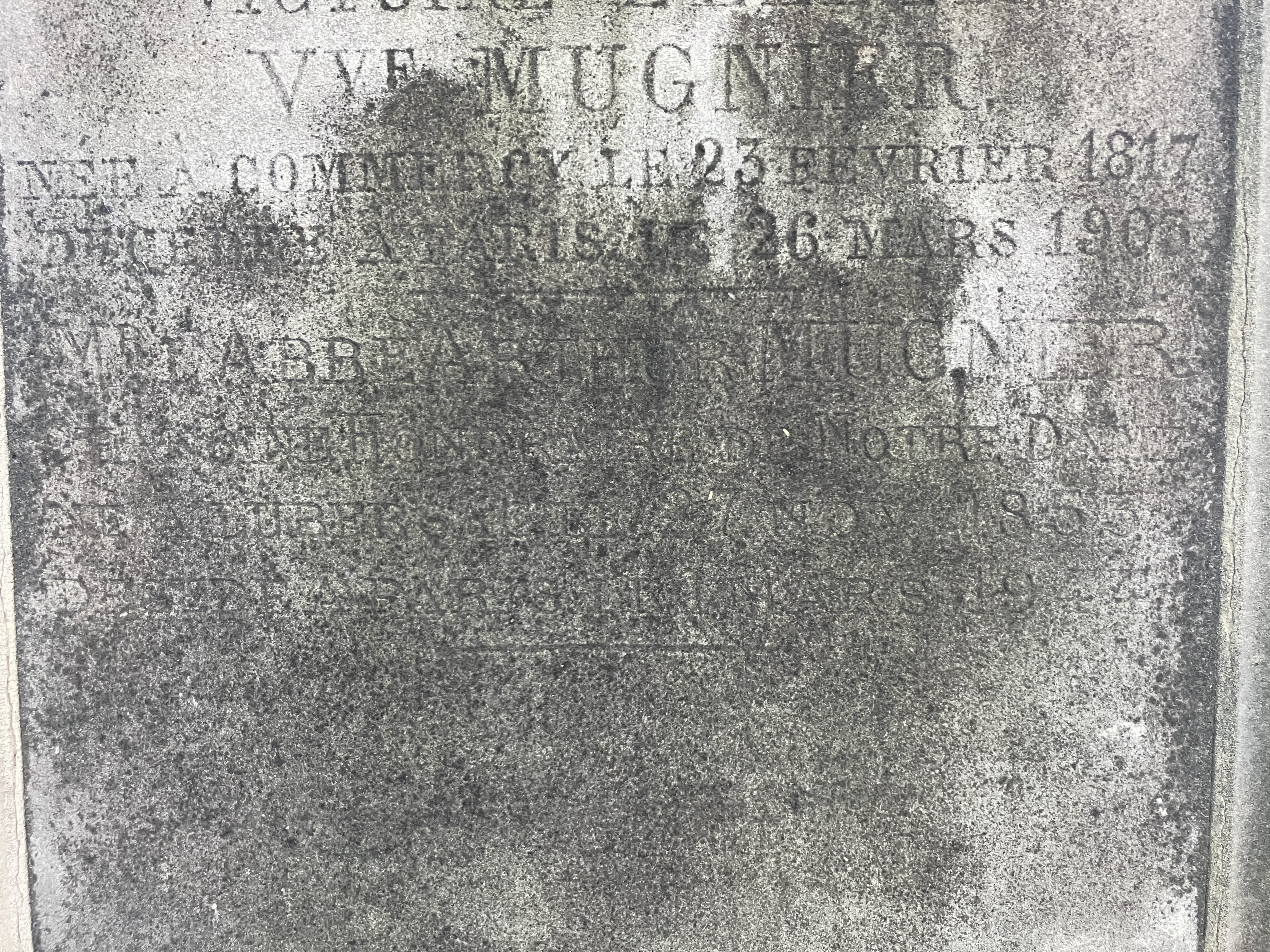
Inscription funéraire.

## Portraits
L'abbé Mugnier fut portraituré par la comtesse Greffulhe selon le chroniqueur Jean Delage qui vit l'œuvre au château de Bois-Boudran. Ce tableau de 1927 est conservé au musée Carnavalet. L'abbé Mugnier a été peint aussi, au moins deux fois, par Jean de Gaigneron.

## Surnoms
Il était surnommé : 
- le « fol abbé » (Joris-Karl Huysmans),
- l'« aumônier général de nos lettres » (Charles Maurras),
- le « bon pasteur » (Marie Noël),
- l'« apôtre de la mèche qui fume encore » (Francis Jammes),
- l'« apôtre des lettres et du pardon » (Lucien Descaves),
- le « compagnon d'infini » (Céline),
- un « charmant et vénérable chanoine »  (Paul Valéry),
- le « seul homme chez qui l'Esprit soit l'esprit » (Jean Cocteau),
- le « confesseur du Tout-Paris », ou encore le « confesseur des duchesses ».

## Œuvre
- Arthur Mugnier, Marcel Billot (éd.) et Jean d'Hendecourt (notes) (préf. Ghislain de Diesbach), Journal de l'abbé Mugnier : 1879-1939, Paris, Mercure de France, coll. « Le Temps retrouvé », 1985, 640 p. (ISBN 978-2-7152-1352-4 et 2-7152-1352-2)
- Princesse Bibesco, La vie d'une amitié : ma correspondance avec l'abbé Mugnier, 1911-1944[7], Paris, Libr. Plon, 1957.

### Monographies et études
- Henri Clouard, « Chanoine Mugnier », dans Histoire de la littérature française : de 1915 à 1940, 1949.
- Ghislain de Diesbach, L'Abbé Mugnier : le confesseur du Tout-Paris, Perrin, 2003  (ISBN 2-262-01970-3).
- Etienne de Montety, « Ghislain de Diesbach : chronique de la Belle Époque », Le Figaro magazine, 11 octobre 2003.
- Olivier Muth, L'abbé Mugnier. Correspondance (1891-1944), Des salons et des lettres, Honoré Champion, 2023  (ISBN 9-782745-359018)
- Claire Paulhan, « L'Abbé mondain », Le Magazine des lettres, 2003.
- Benoît Pivert, « Une soutane dans les salons : L'Abbé Mugnier et son Journal », Le Chasseur abstrait  (ISSN 2274-0457), 12 janvier 2010 (lire en ligne).
- Benoît Pivert, « L'Abbé Mugnier et l'Allemagne : un germanophile dans la tourmente », Allemagne d'aujourd'hui, no 191, janvier-mars 2010.
- Gilles Sicart, « L'Abbé Mugnier ou la Mémoire des lettres », sur le blog Le Uhlan, 27 janvier 2006 (lire en ligne).

### Ouvrages citant l'abbé Mugnier
- Laure Hillerin, La Comtesse Greffulhe : L'Ombre des Guermantes, Flammarion, 2014 (présentation en ligne).
- Claude Escallier, Mauriac et l'Évangile, 1993, p. 301.
- Jean Touzot, François Mauriac, une configuration romanesque : Profil rhétorique et stylistique, Paris, Lettres modernes, coll. « Archives » (no 218) / « Archives François Mauriac » (no 5), 157 p.  (ISBN 978-2-256-90410-3), 1985.
- Charles Du Bos, Journal, t. IX : Avril 1934-février 1939, La Colombe / Éditions du Vieux Colombier, 1961 (1re éd. 1946).
- Jacques Keryell (dir.) (préf. Boutros Boutros-Ghali), Louis Massignon au cœur de notre temps, Paris, Karthala, coll. « Hommes et société », 1999  (ISBN 978-2-86537-888-3), p. 83.
- Paul del Perugia, Céline, Nouvelles Éditions latines, 1987  (ISBN 978-2-7233-0326-2), p. 612.
- Marie Noël, Notes intimes, Stock, 1960.